# ポール・コラン
ポール・コラン（Paul Colin、1892年6月27日 - 1985年6月18日）は、アール・デコを代表するフランスのグラフィックデザイナーである。ポスターを得意とする。キュビスム、未来派、構成主義の要素を取り入れた、幾何学的な意匠が特徴である。

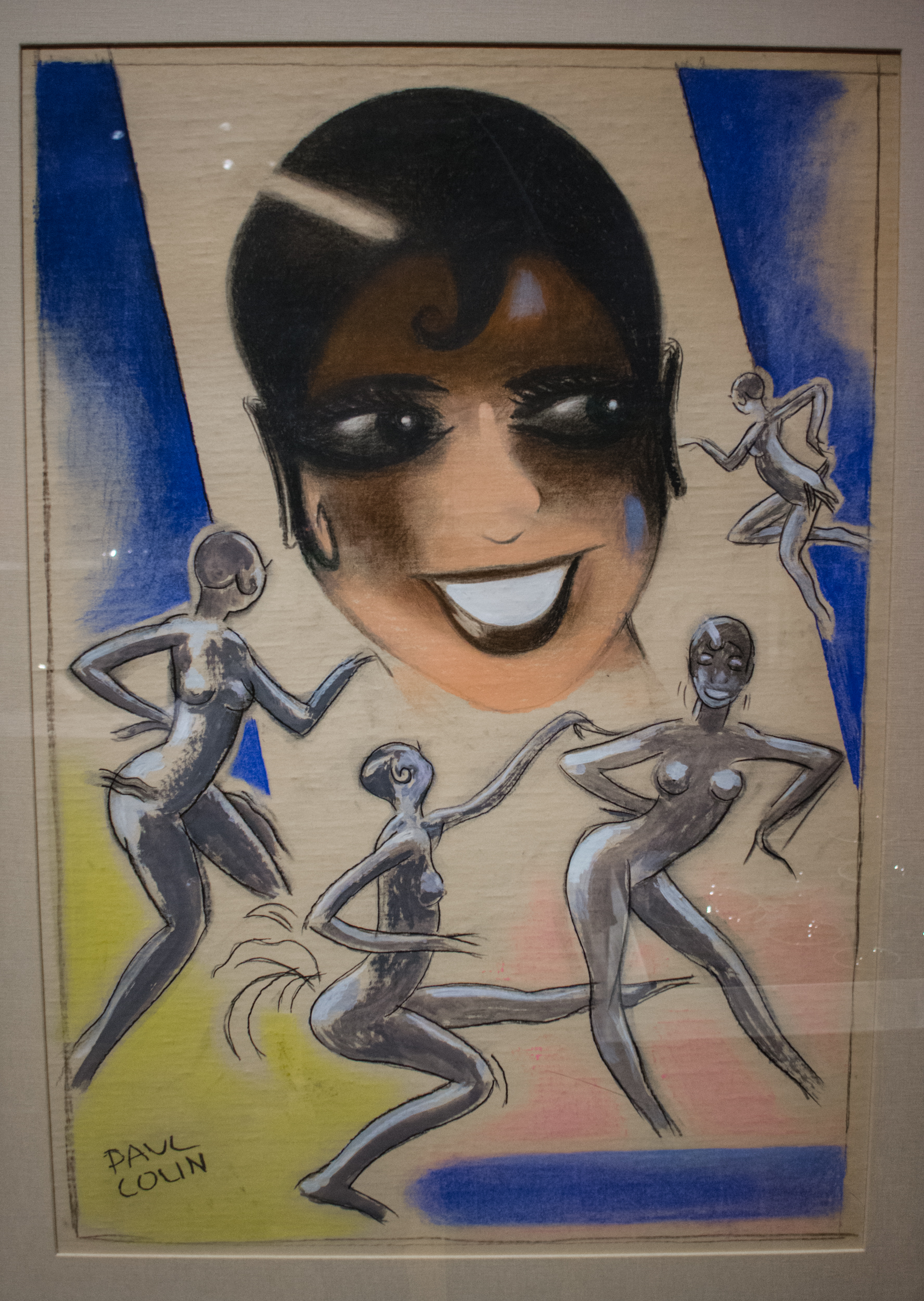
ポール・コランのポスター

コランは家具デザイナー、ウジェーヌ・ヴァランと、彫刻家・画家のヴィクトール・プルーヴェの助けにより、初めてアートの世界に入った。
また彼は、1926年には美術学校を設立し、教育にも力を入れた。
コランはルーポ、カルリュ、カッサンドルとともに、（ダルタニアンを含めた）「三銃士」と呼ばれ、「フランス広告界の支配者的存在」であった（下記参考文献13ページ参照）。

## 代表作
- ポスター「黒人レヴュー　シャンゼリゼ・ミュージックホール（La Revue Nègre au Music-hall des Champs-Élysées）」（1925年）
- ポスター「ジョセフィン・ベーカー（Jpsephine Baker）」（1920年代後半）
- ポスター「タバラン（ダンス・ホール）（Tabarin）」（1928年）

## カタログ
- 「アール・デコのポスター展」展覧会カタログ（東京国立近代美術館フィルムセンター・1995年）
  - 掲載されている作品は、以下の3点。
    - タバラン（ダンスホール）、1928年、リトグラフ、67x48.3cm、東京国立近代美術館蔵
    - アンドレ・ルノー（ピアニスト）、1929年、リトグラフ、156x114cm、東京国立近代美術館蔵
    - トランザトランティック総合会社、1930年頃、リトグラフ、100x61.5cm、東京国立近代美術館蔵